# Krakowskie Szkoły Artystyczne
Krakowskie Szkoły Artystyczne (KSA) – zespół szkół policealnych mieszczących się w Krakowie przy ulicy Zamoyskiego 52 i Dekerta 10, nad którymi nadzór sprawuje Minister Kultury i Dziedzictwa Narodowego. Szkoła prywatna, powstała w 1992 roku jako Szkoła Aktorska i Telewizyjna SPOT będąc pierwsza szkołą w ramach projektu Krakowskich Szkół Artystycznych.
Obecnie KSA obejmuje:
- Szkołę Aktorską SPOT,
- Szkoła Choreografii (SCHo)
- Szkołę Artystycznego Projektowania Ubioru (SAPU),
- Szkoła Konstrukcji Ubioru (SKU)
- Szkołę Kreatywnej Fotografii (SKF),
- Szkołę Wnętrz i Przestrzeni (SWP),
- Szkołę Visual Merchandisingu (SVM).

Kształcenie w szkołach odbywa się w trybie dziennym i zaocznym, program obejmuje dwa (SPOT, SKF, SWP, SVM) lub dwa i pół (SAPU) roku nauki, organizowane są także szkolenia z danej dziedziny.

## SPOT – Szkoła Aktorska
Dwuletnia szkoła policealna, nad którą nadzór sprawuje Minister Kultury i Dziedzictwa Narodowego. Posiada uprawnienia do wydawania dyplomu z tytułem aktora. Szkoła powstała w 1992 roku a wykładowcami są aktorzy z krakowskich teatrów z m.in. Narodowego Starego Teatru np. Katarzyna Nowak

### Kształcenie
Pierwszy rok nauki przygotowuje do egzaminu na AST. Przyszli aktorzy uczęszczają na zajęcia z dykcji, impostacji głosu, scen klasycznych i współczesnych czy piosenki, a także uczestniczą w organizowanych w szkole castingach do filmów i seriali telewizyjnych oraz biorą udział w spektaklach. Wykładowcami są aktywni zawodowo aktorzy oraz reżyserzy, głównie z Teatru Starego. Państwowa Komisja Egzaminacyjna Związku Artystów Scen Polskich w Warszawie zaliczyła dwa lata nauki w SPOT do stażu aktorskiego dopuszczającego do Państwowego Egzaminu Aktorskiego. Absolwenci przygotowują spektakl dyplomowy.

### Absolwenci
- Agnieszka Chrzanowska – piosenkarka, kompozytorka i aktorka, laureatka XXI Festiwalu Piosenki Aktorskiej
- Daniel Zawadzki – prezenter programu Rower Błażeja,
- Magdalena Dandourian – pierwszoplanowa rola w filmie Psy II: Ostatnia krew
- Agnieszka Szymańska – rola w spektaklu Jerzego Gruzy Pierścień i Róża, czyli ja kocham Rózię
- Przemysław Gąsiorowicz – role w serialach takich jak: Klan, M jak miłość, Magda M.
- Daniel Wieleba – pan Lotto
- Weronika Książkiewicz – aktorka filmowa i telewizyjna[potrzebny przypis]

## Szkoła Artystycznego Projektowania Ubioru (SAPU)
Szkoła kształcąca w kierunku projektowania odzieży, biżuterii i nakryć głowy.

### Kształcenie
Szkoła Artystycznego Projektowania Ubioru istnieje od 1994 roku i jest dwuipółletnią szkołą policealną, nad którą nadzór sprawuje Minister Kultury i Dziedzictwa Narodowego. Szkoła posiada uprawnienia do wydawania dyplomu z tytułem projektanta mody. Oprócz podstawowych przedmiotów (projektowanie odzieży, biżuterii i nakryć głowy) przyszli projektanci uczą się rysunku, malarstwa, kompozycji i fotografii, a także historii tkaniny i historii ubioru. Zapoznają się też z programami graficznymi. Nauka w szkole kończy się egzaminem dyplomowym oraz wykonaniem kolekcji. W SAPU organizowane są też płatne warsztaty projektowania, konstrukcji i modelowania czy wizażu.

### Wydarzenia
Najlepsze dzieła absolwentów są prezentowane podczas pokazu dyplomowego (Cracow Fashion Awards, wcześniej Igłą Malowane) W Nowohuckim Centrum Kultury. Szkoła Urządza też inne pokazy dzieł swoich studentów, jak Laboratorium Mody czy Pokaz Papierowy w ramach promowania ekologii.
Najlepsi absolwenci SAPU pracują w firmach odzieżowych (House of Colours, Reserved, Vistula, Ravel, Royal Collection, Orsay, Solar, Ola Styl Studio, Ryłko), a ich kolekcje wygrywają konkursy (Łucja Wojtala - „Srebrna Pętelka” 2005, Elwira Horosz, Łucja Wojtala – wyróżnienia w kategorii pret a porter na Międzynarodowych Targach Łódzkich 2007, Peggy Pawłowski – Złota Nitka 2008), Zemelka&Pirowska, Iza Ziolkowska&Piotr Czachor,Anna Kara prowadzą z powodzeniem swoje własne butiki.

## Szkoła Kreatywnej Fotografii (SKF)
Szkoła dwuletnia (szkoła policealna), nad którą nadzór sprawuje Minister Kultury i Dziedzictwa Narodowego. Posiada uprawnienia do wydawania dyplomu z tytułem artysty fotografika.

### Kształcenie
Program obejmuje przedmioty teoretyczne (jak historia fotografii czy prawo autorskie), ogólnoplastyczne (kompozycja, ćwiczenia kolorystyczne) i kierunkowe (techniki fotografii monochromatycznej i kolorowej, ćwiczenia o zróżnicowanej tematyce, komputerowa obróbka zdjęć za pomocą programów graficznych). W pierwszym roku nauki przyszli fotografowie zdobywają podstawy warsztatu, drugi poświęcony jest relacji między fotografią a jej społecznym odbiorem, fotografii reklamowej, komputerowej obróbce zdjęć i przygotowaniu pracy dyplomowej. W czerwcu odbywa się cykl wystaw prac dyplomowych absolwentów w galeriach i klubach w Krakowie.

## Szkoła Visual Merchandisingu (SVM)
Pierwsza w Polsce szkoła kształcąca w zakresie visual merchandisingu (kreatywnej prezentacji produktu), dwuletnia szkoła policealna, nad którą nadzór sprawuje Minister Kultury i Dziedzictwa Narodowego. Posiada uprawnienia do wydawania dyplomu z tytułem specjalisty Visual Merchandisingu.

### Kształcenie
Visual merchandising jest elementem strategii marketingowej, obejmującym takie kreowanie ekspozycji i przestrzeni sklepowej, które stawia produkt w centrum uwagi kupującego.
Program SVM składa się z kilkunastu przedmiotów, jak kompozycja, teoria barw, rysunek odręczny, podstawy fotografii, praca z programami graficznymi podstawy projektowania wnętrz i przestrzeni wystawowych, stylizacja i tendencje w modzie, psychologia sprzedaży, visual merchandising od podstaw do samodzielnego tworzenia instrukcji VM dla danej marki